# 한국의 성 목록

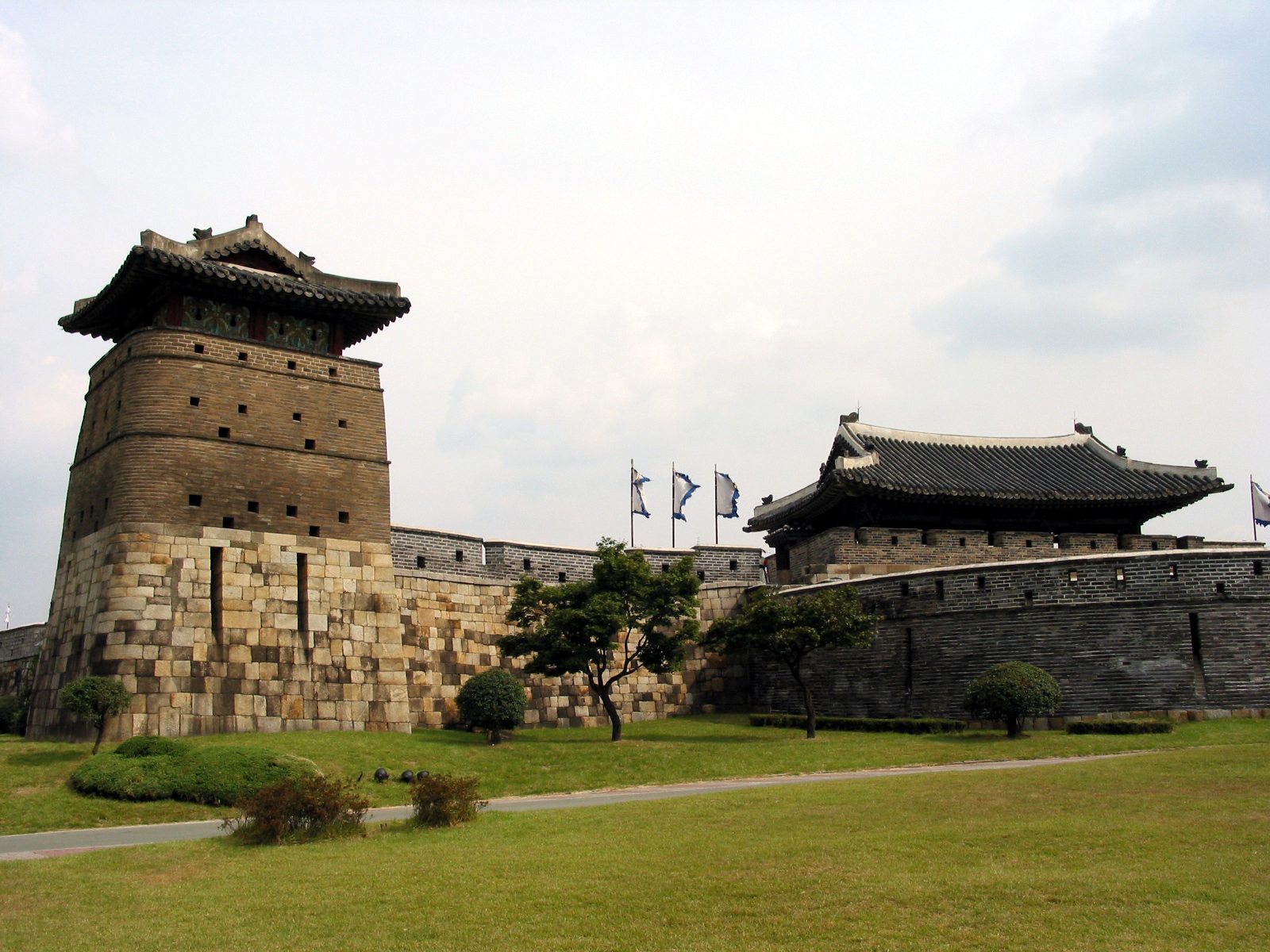
수원 화성

다음은 한반도 및 만주에 걸친 한국의 성 목록이다. 만주의 성은 고구려 및 발해 시대의 성으로 지리적으로 중국의 성으로 분류될 수 있다.

## 한반도의 성
- 강원도에 있는 성
- 경기도에 있는 성
- 경상남도에 있는 성
- 경상북도에 있는 성
- 대전광역시에 있는 성
- 부산광역시에 있는 성
- 서울특별시에 있는 성
- 울산광역시에 있는 성
- 인천광역시에 있는 성
- 전라남도에 있는 성
- 전라북도에 있는 성
- 충청남도에 있는 성
- 충청북도에 있는 성

## 만주의 성
고구려와 발해 시대에 건축된 성들 중 만주와 연해주에 있는 성으로 두 나라의 멸망 이후 및 지리상으로는 분류:중국의 성으로 분류된다. 고구려만 해도 만주 지역에만 200여개의 성이 남아 있고, 한반도에도 숱한 성이 있다.
- 가물성
- 개모성
- 건안성
- 신성
- 국내성
- 남소성
- 낭낭산성
- 동모산성
- 득리사 산성
- 목저성
- 박작성
- 백암성 또는 연주산성
- 봉황산성
- 부여성
- 비사성
- 상경성 또는 홀한성
- 석성
- 안시성
- 오고산성
- 오골성
- 오녀산성 또는 흘승골성
- 요동성
- 현도성
- 환도산성